# Липовий Яр
Липовий Яр — колишнє село в Україні, Сумській області, Сумському районі.
Було підпорядковане Садівській сільській раді.
В середині 1980-х років Липовий Яр об'єднано з селом Москалівщина (нині Журавлине) — жителів переселяли протягом 1972–1986 р.р.

## Географія
Липовий Яр знаходиться на лівому березі річки Сухоносівка, за 1 км вверх по течії розташоване село Никонці, нижче по течії за 0,5 км — селище Сад, на протилежному березі — Журавлине.